# Джуді Коннор
Джуді Коннор (англ. Judy Connor; нар. 18 листопада 1953) — колишня новозеландська тенісистка.
Найвищим досягненням на турнірах Великого шолома було 2 коло в одиночному та парному розрядах.

## Фінали турнірів Великого шолома

### Парний розряд: 1 (1 перемога)
| Результат | Рік  | Турнір                                 | Покриття | Партнерка   | Суперниці                     | Рахунок       |
| --------- | ---- | -------------------------------------- | -------- | ----------- | ----------------------------- | ------------- |
| Перемога  | 1979 | Відкритий чемпіонат Австралії з тенісу | Трава    | Даянн Еверс | Лінн Гаррісон Марселла Мескер | 6–1, 3–6, 6–0 |